# Vang Stavkirke
Vang Stavkirke (polsk: Świątynia Wang, nynorsk: Vang stavkyrkje) er en stavkirke, som oprindeligt blev opført i Vang i Valdres, Norge omkring 1200, men blev købt af kong Frederik Wilhelm 4. af Preussen og i 1842 genopført i Brückenberg nær Krummhübel i Schlesien (nu Karpacz i Krkonoše-bjergene i det sydvestlige Polen).

## Historie
I 1832 havde det lokale herredsstyre besluttet at erstatte stavkirken med en ny kirke, idet den med tiden var blevet for lille og noget faldefærdig. Planerne for nedrivningen fandtes allerede i 1826, hvor maleren J.C. Dahl havde gjort et første redningsforsøg. Han skrev:
"Allerede i aaret 1826, hwor der taltes om at Wangs gamle Kirke skulle nedriwes, iwrede jeg derimod, men forgiewes."
Dahl mente, at kirken kunne repareres, og foreslog, hvordan den kunne udvides.
Der blev også gjort et forsøg på at få kirken genrejst på Heensåsen som annekskirke. Knut Nordsveen, en lokal landmand, tilbød gratis at stille en grund til rådighed for kirken, men tilbuddet blev afslået. I skuffelsen over at have mislykkedes med at få kirken flyttet solgte han sin gård og emigrerede til Amerika. I 1932 blev der rejst et monument til minde om ham.

### Flytningen
På en ny rundrejse i Norge i 1839 kom J.C. Dahl igen til Vang. Da stod stavkirken der fortsat, men ved siden af den var der for nylig opført en større kirke med 230 siddepladser, og nedrivningen af den gamle var nært forestående. Dahl blev endnu mere overbevist om, at den måtte reddes som et værdifuldt kulturminde. Han forsøgte at redde den ved at foreslå at få den genopført som kongeligt kapel i Slottsparken i Christiania eller som museumskirke i tilknytning til Håkonshallen i Bergen. Greve Herman Wedel Jarlsberg erklærede sig villig til at flytte kirken til parken ved sin private ejendom Bogstad, men han døde før planen blev realiseret.
Dahl så da ingen anden utvei end at købe den for egne midler. Det gjorde han på auktion 18. januar 1841. Præsten i Vang havde fuldmagt til at byde på hans vegne og fik hammerslag på 86 speciedaler, en ort og syv skilling. Køberen var forpligtet til at rydde grunden inden årets udgang. Dahl blev af nogen mistænkt for at have købt kirken i spekulationsøjemed. Han forsvarede sig mod, at han "havde søgt pekuniære Fordele derved" og bedyret, at det fra hans side var «et Liebhaveri, jo, et Offer». Det var slet ikke sikkert, at han ville få sit udlæg tilbage.
Den, der kom Dahl til undsætning, var kong Frederik Wilhelm 4. af Preussen. Han var en personlig bekendt af Dahl, og efter en længere brevveksling med Dahl indvilligede han i marts 1841 i at overtage kirken og bekoste flytningen og en genopførelse i Potsdam.
Til at opmåle, mærke og lede demonteringen og klargøringen til transport valgte Dahl den unge tyske arkitekt Franz Wilhelm Schiertz, som havde arbejdet for ham på hans værk om stavkirker. Schiertz blev tilsyneladende valgt til opgaven i samråd med Frederik Wilhelm. Schiertz udførte et rigtigt pionerarbejde med at dokumentere kirken og planlægge et en opgave, der ikke fandtes tradition eller fortilfælde for. Hans tegninger og materialefortegnelser er i dag de vigtigste kilder til viden om, hvordan kirken så ud før flytningen. Alle delene blev opmærket og pakket ned for transporten på om sommeren. Turen fandt sted i september til Lærdalsøyri, hvor materialerne blev læsset ombord på galeasen Haabet af Sogndal for derefter at tage på en to måneder lang sørejse videre til Stettin. Der blev det omlastet og fragtet videre med flodpramme til Berlin, hvor de lå vinteren over på gårdspladsen på Altes Museum.
I mellemtiden blev det besluttet, at kirken skulle genopføres i nærheden af et kongelig lystslot i Karkonosze i Schlesien, hvor den afsidesliggende landsby Krummhübel (Karpacz) havde for lang vej til kirke. Den oprindelige plan om at genopføre kirken på Pfaueninsel (Påfugleøen) i Potsdam ved Berlin blev opgivet, tilsyneladende på forslag af grevinde Friederikke Karoline von Reden af Buchwald (Bukowiec), som har fået et mindesmærke ved den genopførte kirken. Grev Christian Leopold von Schaffgotsch af Warmbrunn (Cieplice) skænkede grunden.
Om foråret 1842 gik turen videre på flodpramme op ad Oder, gennem Maltsch (Malczyce) og Brückenberg (Karpacz Górny) til foden af bjergene og derpå videre med hestetransport op til kirkens nye plads, 885 meter over havet.

### Genopførelsen
Arbejdet med at genopføre kirken blev påbegyndt med nedlæggelsen af grundstenen 2. august 1842 af kong Frederik Wilhelm selv. Det var en krævende opgave for bygmester Hamann, som ikke kendte kirken eller stavkirker overhovedet at få alle delene korrekt på plads. Til trods for de tilsendte tegninger blev det meste materiale ikke anvendt. Det var kun hovedkonstruktionen med karme, stave og tavler, der blev brugt sammen med de udskårne portaler. Hele svalegangen blev lavet af nye materialer. Kirken fik sin for længst forsvundne apsis tilbage, dog med et tag i en noget stilfremmed barokstil. Svalegangen og tårnet blev rekonstrueret, og der blev indsat flere nye vinduer uden historisk sammenhæng. Portalerne blev vendt med den dekorerede yderside indad. Den dekorerede korhimmel blev ikke genopsat, fordi motiverne var for katolske for en luthersk kirke. Alle de karakteristiske spær blev udskiftet med nye. I tråd med datidens restaureringstendenser blev hele bygningen betydeligt udvidet. Kirken fik også tilbygget et klokketårn i sten, som skulle skærme den for vind fra bjerget Śnieżka.
Arbejdet tog to år. På kongens fødselsdag 15. oktober 1843 blev spiret med årstallet 1200 rejst. 27. juli 1844 kunne "Die Bergkirche unseres Erlösers zu Wang" indvies i overværelse af prins Frederik af Nederland og en stor menneskemængde. Det færdige bygværk havde i alt kostet omkring 75.000 mark (tyske kilder angiver 23.000 daler). Frederik Wilhelm bevilgede gavmildt 40.000 daler til grevinde von Reden, som brugte det overskydende beløb til velgørende formål.
J. C. Dahl var ganske tilfreds:
"Det var kjært at Kongen af Preussen interesserte sig for slikt. I steden for at jeg selw kun hawde beholdt det wesentlig af Bildhuggerarbeidene, Snitzwerkerne om Døre, Søile-Capitæle, Mal(erier] osw, saa blew dog en temmelig lignende Kirke igen opført i Wirkeligheden."